# Hakenberg (Overijssel)
De Hakenberg is een heuvel in de Twentse gemeente Losser in de Nederlandse provincie Overijssel. De top, gelegen op een hoogte van 54,4 meter, ligt ten zuidwesten van Beuningen, nabij de Paasberg. De heuvel maakt deel uit van het stuwwalcomplex Enschede-Oldenzaal. De heuvel is ontstaan tijdens het Saalien, toen ijsgletsjers vanuit Scandinavië de ondergrond opstuwden. Over de westelijke flank van de heuvel loopt de Roelinksbeek.
Op de heuvel is het landgoed De Hakenberg gelegen. In 1927 werd op de top van de heuvel een houten villa gebouwd. Het natuurgebied rondom de Hakenberg is thans in beheer bij de Vereniging Natuurmonumenten.